# 한국분자세포생물학회
한국분자세포생물학회(Korean Society of Molecular and Cellular Biology)는 사회 일반의 이익에 공여하기 위하여 공익법인의 설립운영에 관한 법률에 따라 분자생물학의 기초 및 응용에 관한 학술발전 및 보급에 기여함으로써 과학과 기술의 진흥에 이바지함을 목적으로 1994년 9월 17일 설립허가된 대한민국 미래창조과학부 소관의 사단법인이다. 사무실은 135-703 서울특별시 강남구 역삼동 635-4 과학기술회관 신관 1105호에 있다. 국제저널인 Molecules and Cells를 발행한다.

## 주요 사업
- 학술회지, 학술간행물 및 도서의 발간
- 학술대회, 심포지엄, 강연회 및 학술집담회의 개최
- 학계, 산업계 및 연구소와의 협력 강화
- 연수회와 교육프로그램의 개발 및 보급
- 학술의 국제교류
- 회원 상호간의 친목 도모
- 본회 목적 달성에 필요한 기타 사업

## 발행물

### Molecules and Cells
Molecules and Cells (Mol. Cells)는 세포의 분자 생물학에 관한 기본 지식의 발전과 보급에 헌신하는 국제 저널이다. 분자 및 세포 생물학에 관한 일반적인 관심 주제의 광범위한 논문이 출판했다. 한국분자세포생물학회(KSMCB)에서 발간하고 있다.